# Timothy Reifsnyder
Timothy Reifsnyder (* 7. Februar 1986 in Coatesville, Pennsylvania) ist ein US-amerikanischer Schauspieler.
Reifsnyder dreht seit 2001 keine Filme mehr. Von 2004 bis 2011 hat er in der Rockband Angels Wake gespielt. Sein Bruder ist Daniel Reifsnyder, der ebenfalls Schauspieler ist.

## Filmografie
- 1998: Wide Awake
- 1998: Went to Coney Island on a Mission from God... Be Back by Five
- 1999: Sex and the City (Fernsehserie, 1 Episode: The Fuck Buddy)
- 2001: Law & Order (Fernsehserie, 1 Episode: School Daze)
- 2001: Hearts in Atlantis